# فاصولياء سوداء
الفاصولياء السوداء، أو تسمى بفاصولياء السلحفاة السوداء، هي فاصولياء صغيرة لامعة (من أنواع الفاصولياء الشائعة، ينتشر استخدامها في مطبخ أمريكا الجنوبية، لكنها تستخدم أيضاً في جنوب لويزيانا. موطنها الأمريكتين على غرار جميع أنواع البقوليات الشائعة، لكنها انتشرت في معظم أنحاء العالم، فأدخلت إلى المطبخ الهندي ومطبخ التاميل ومطبخ ماهاراشترا، حيث تُعرف باسم "كالا غيفادا". هذه الفاصولياء مصدرٌ غني بالحديد والبروتين. 
أطلق عليها اسم "فاصوليا السلحفاة السوداء" بسبب قشرتها الخارجية الصلبة.
ينبغي عدم الخلط بينها وبين فول الصويا الاسود المخمر، الطبق الصيني المصنوع من فول الصويا الأسود المقشر.

## الأهمية الغذائية والطبية
الفاصولياء السوداء تحتوي على أعلى نسبة من مضادات الأكسدة التي تحمي من أمراض القلب. وأشار الباحثون في دراسة جديدة إلى أن الفاصوليا السوداء تحتوي على أعلى نسبة من مضادات الأكسدة التي تحمي من أمراض القلب والسرطان. ويقول الأطباء ان هناك أكثر من سبب يجعل من تناول الفاصوليا السوداء صحيا مثل احتوائها على نسبة عالية من البروتين النباتي واحتوائها أيضا على نسبة عالية من الألياف التي تساعد على عملية الهضم وتكافح الإمساك. وبينت الدراسات أن الفاصوليا السوداء تغني عن العديد من الفواكه الشائعة التي تحتوي على نسبة عالية من مضادات الأكسدة مثل العنب والفراولة والتوت البري.
وقد ربط الباحثون بين لون الفاصوليا ونسبة مضادات الأكسدة، حيث درسوا أكثر من 12 نوعا من الفاصوليا المتعددة الألوان ووجد الباحثون أن أكثر الفاصوليا فائدة هو الأسود الذي يحتوي على نسبة 100% من مضادات الأكسدة.

## معرض الصور

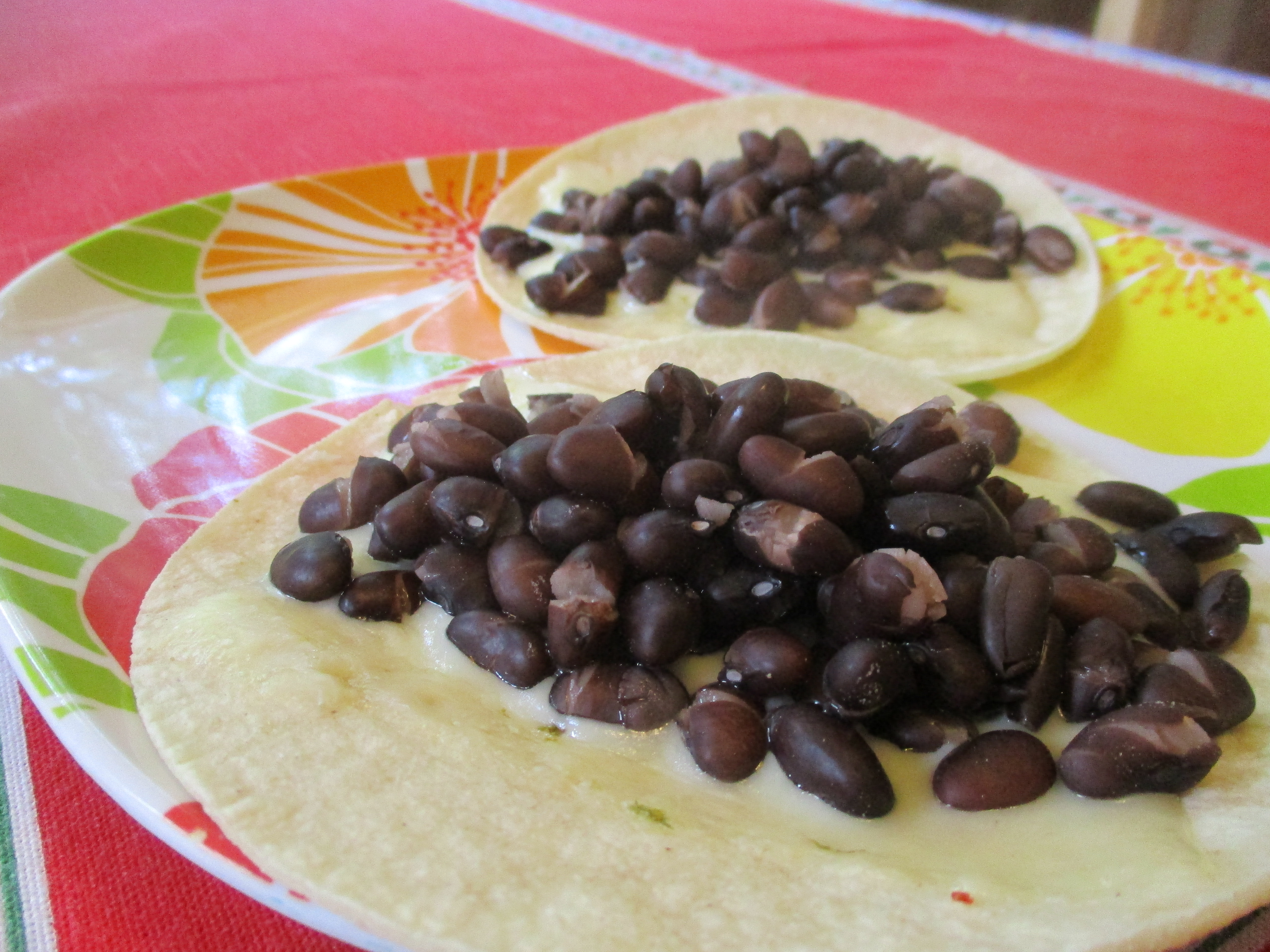
فاصوليا سوداء مطبوخة بالكامل على التورتيلا
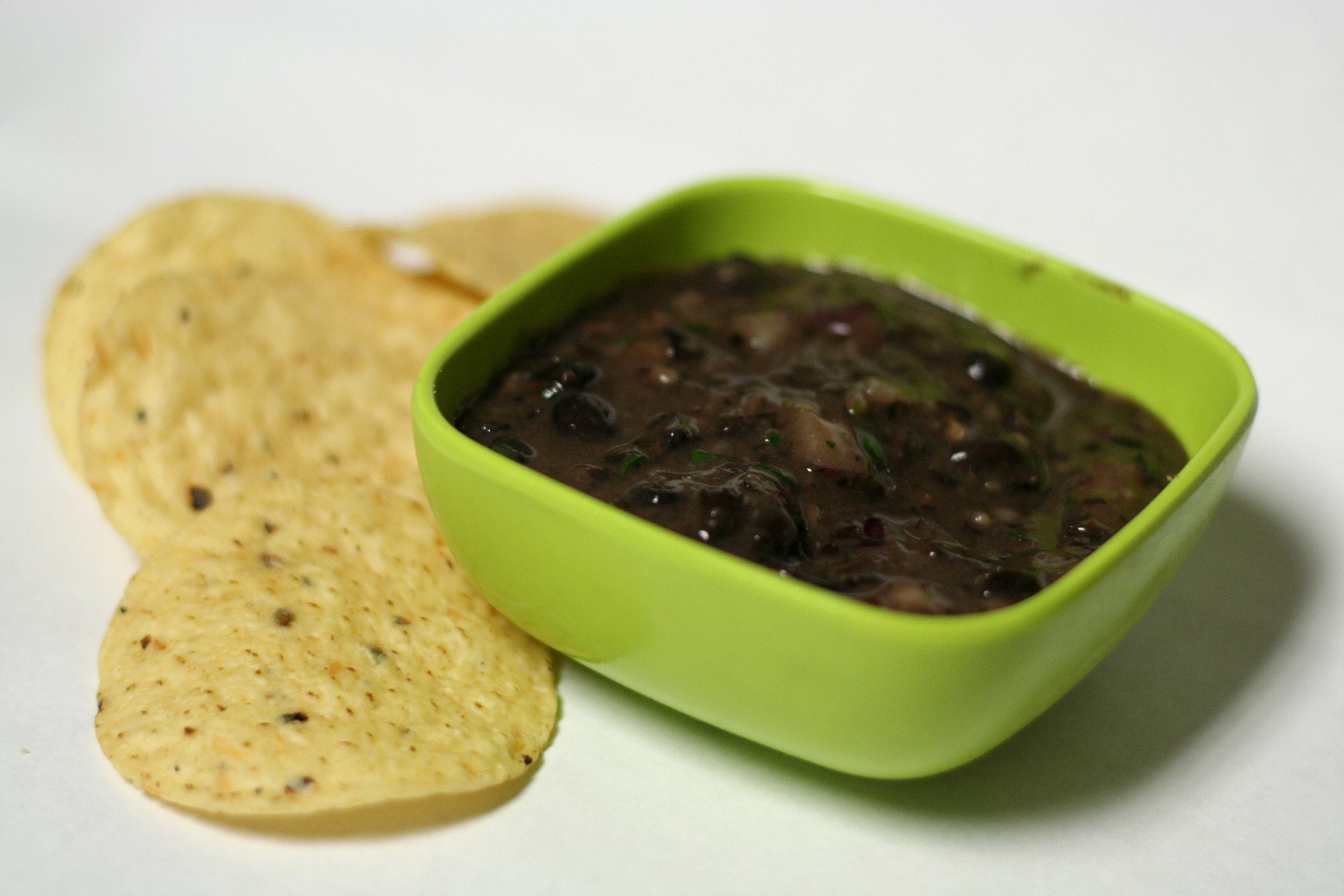
صلصة فاصوليا سوداء
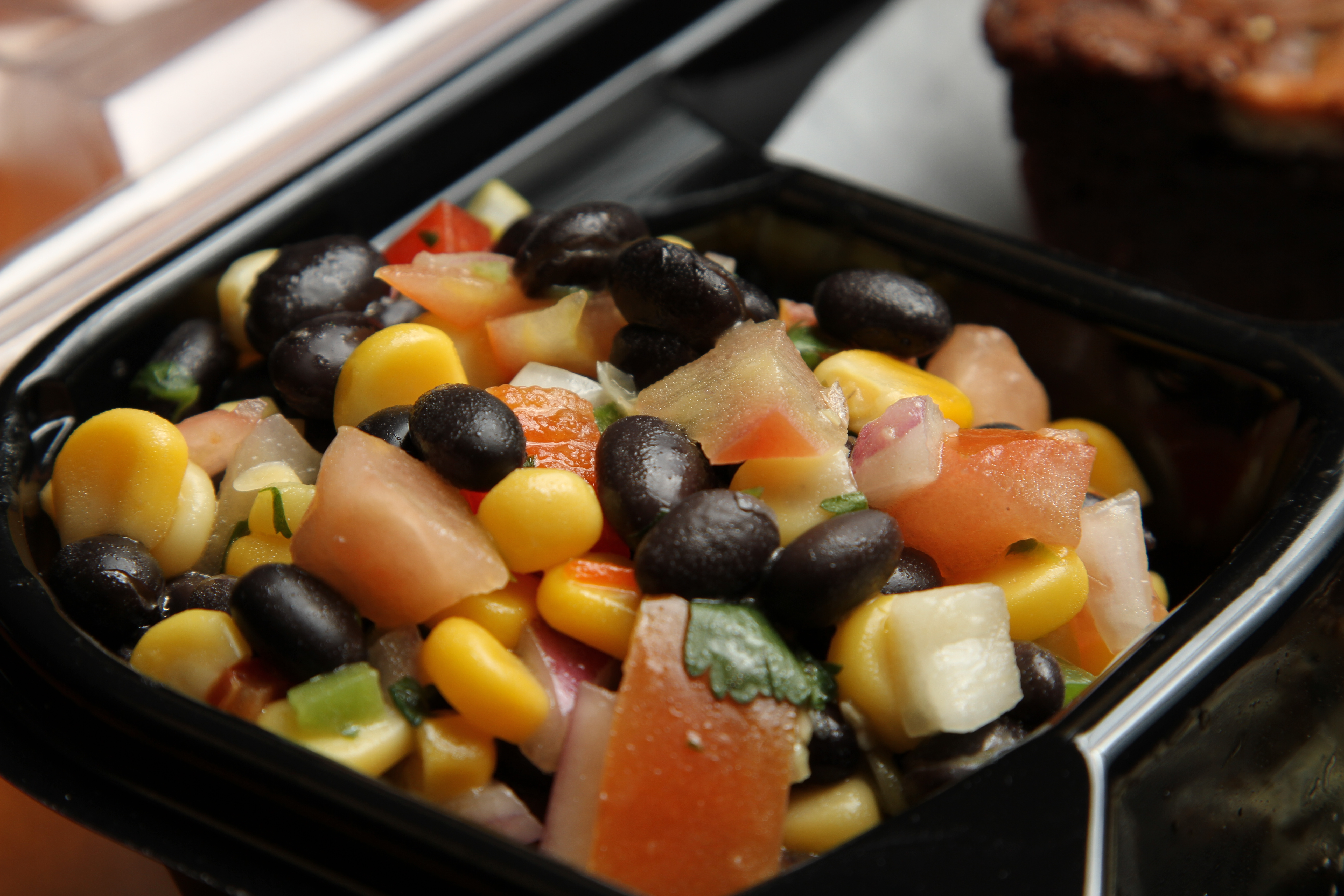
سلطة مع ذرة وفاصوليا